# Dokument inifrån
Dokument inifrån är ett svenskt TV-program i SVT, som visar granskande dokumentärprogram med fokus på inrikesfrågor. Programmet hade premiär den 9 september 1998.

## Uppmärksammade reportage i urval
| Sändningsdatum   | Titel                                                | Skapare/ producent                 | Kommentarer |
| ---------------- | ---------------------------------------------------- | ---------------------------------- | --- |
| 28 november 2002 | Made in China                                        | Pär Fjällström                     | Reportaget beskrev hur Ericssons tillverkning av mobiltelefoner flyttat från Sverige till Kina, och hur detta bidrog till att göra det globala Flextronics till världens största legotillverkare av elektronik. Bland annat besöktes Flextronics fabriker i Ungern samt i Zhuhai i södra Kina. Programmet tog även upp hur flera unga kinesiska flickor flyttar från landsbygden till kuststäderna, och lever under enkla förhållanden. |
| 4 februari 2004  | Billiga människor                                    | Stina Blomgren                     | En dokumentärfilm som handlar om illegala invandrare i Europa. |
| 17 november 2004 | Novemberrevolutionen                                 | Dan Josefsson                      | Dan Josefsson granskar de märkliga turerna kring det kanske största misstaget inom ekonomipolitiken som gjorts i Sverige - avregleringen av kreditmarknaden i november 1985. Beslutet togs under kuppartade former av några få sammansvurna. Men allt gick fel. Resultatet blev en katastrof och Sverige hamnade i den värsta krisen sedan 1930-talet. Hur kunde det gå så illa?                                                        |
| 17 april 2005    | Välfärdsmysteriet                                    | Pär Fjällström                     | En analys av välfärdsutvecklingen i Sverige. Var det verkligen bättre förr? |
| 15 maj 2005      | Könskriget                                           | Evin Rubar                         | En granskning av ROKS och radikalfeminismen inom det politiska etablissemanget i Sverige. |
| 27 november 2005 | Stulen barndom                                       | Thomas Kanger                      | En granskning av förhållandena på barnhemmet Skärsbo i Alingsås, där flera hundra pojkar satt i olika perioder fram till för några årtionden sedan. |
| 7 maj 2006       | Snällfällan                                          | Erik Sandberg                      | Ett reportage om Folkpartiets (nuvarande Liberalerna) omvandling. Reportaget tilldelades 2007 priset Guldspaden av föreningen Grävande Journalister. |
| 5 december 2010  | De hemliga telegrammen (engelska: The Secret Cables) | Johannes Wahlström                 | Dokumentär om Wikileaks diplomatläcka 2010. |
| 12 december 2010 | Wikileaks – med läckan som vapen                     | Bosse Lindquist och Jesper Huor    | Dokumentär om Wikileaks uppkomst, uppmärksammad världen över. Researchers: Päivi Suhonen, Armin Turkanovic och Johannes Wahlström. |
| 20 februari 2011 | Säljsekten                                           | Johan Ripås                        | Dokumentär om The Phone Houses tvivelaktiga arbetsmetoder där ungdomar farit illa. Researchers: Sigrid Nilsson, Armin Turkanovic och Patrik Isaksson. |
| 6 november 2011  | Vi gav dem vår pappa                                 | Erik Palm                          | Dokumentär om Sveriges största äldrevårdsföretag Caremas tvivelaktiga arbetsmetoder där äldre farit illa samtidigt som chefer jagat bonusar och fuskat med bemanningen. Filmen vann både Guldspaden 2011 i riks-TV och Kristallen 2012 som "Årets granskning". Se även Caremaskandalen. |
| 22 november 2012 | Organdonatorn som vaknade                            |                                    | Nedklippt version av en dansk dokumentär med originaltiteln Pigen der ikke ville dø. Läkarna sade att 19-åriga Carinas liv inte gick att rädda. Familjen övertygades om att låta donera hennes organ. Några dagar senare kom beskedet: Carina har vaknat! |
| 1 augusti 2013   | Lönesänkarna                                         | Erik Sandberg                      | En undersökning av hur medvetna politiska beslut gjort de allra rikaste ännu rikare medan levnadsstandarden för den breda allmänheten inte tillåtits öka i samma takt som för tidigare generationer. Såväl borgerliga som socialdemokratiska regeringar i Sverige har sedan 1980-talet genomfört åtgärder för att hålla nere löneökningarna i landet.                                                                                   |
| 26 november 2013 | Kvinnan bakom Thomas Quick                           | Dan Josefsson och Jenny Küttim     | En dokumentär om Thomas Quick och hans psykoterapeut Margit Norell. Den vann Kristallen 2014 som "Årets granskning". |
| 24 april 2014    | Politiker utan mål                                   | Erik Sandberg                      | Filmen handlar om bristen på vision gällande framtiden, och hur politiker snarare ser hot än möjligheter. Artisten Robyn kommenterade "Just saw this and cried. We can change our society if we want to." (Filmen blev också initialt delad 2790 gånger på en social-media-tjänst, och 129 gånger på en känd mikroblogg.) |
| 13 januari 2016  | Experimenten                                         | Bosse Lindquist                    | Dokumentär i tre delar om Paolo Macchiarini, forskare och kirurg på Karolinska universitetssjukhuset. |
| 21 december 2016 | Ensamma mot IS                                       | Sanna Klinghoffer                  | Dokumentär i två delar om Anki och Pasi och den då 15-åriga dottern Marilyn, som rymde hemifrån och blev fast hos Islamiska staten. |
| 3 maj 2017       | Fallet Kevin                                         | Dan Josefsson                      | Dokumentär i tre delar om polisutredningen som ledde till att två bröder, fem och sju år gamla, anklagades för mordet på 4-årige Kevin i Arvika den 16 augusti 1998. Se även Fallet Kevin. |
| 2 december 2020  | Vaccinkrigarna                                       | Anna Nordbeck och Malin Olofsson   | Dokumentär i tre delar där reportrarna infiltrerar antivaccinationsrörelsen både internationellt och i Norden. Dokumentärserien väckte uppmärksamhet för konspiratoriska och antisemitiska uttalanden gjorda av Linda Karlström inför dold kamera. |
| 6 maj 2021       | De utvalda barnen                                    | Jasper Lake och Johannes Hallbom   | Dokumentär i tre delar om waldorfpedagogik och antroposofi kopplat till händelser vid Solvikskolan i Järna. |
| 24 oktober 2023  | Stalker                                              | Johannes Hallbom                   | Dokumentär i tre delar om Felix i Skellefteå som under flera år blir stalkad av ett anonymt telefonnummer. |
| 27 november 2024 | Det svenska styckmordet                              | Dan Josefsson och Johannes Hallbom | Dokumentär i fyra delar om utredningen kring Catrine da Costas död 1984, och de efterföljande rättsprocesserna i den s.k. Styckmordsrättegången. |